# Sennhof (Heimertingen)

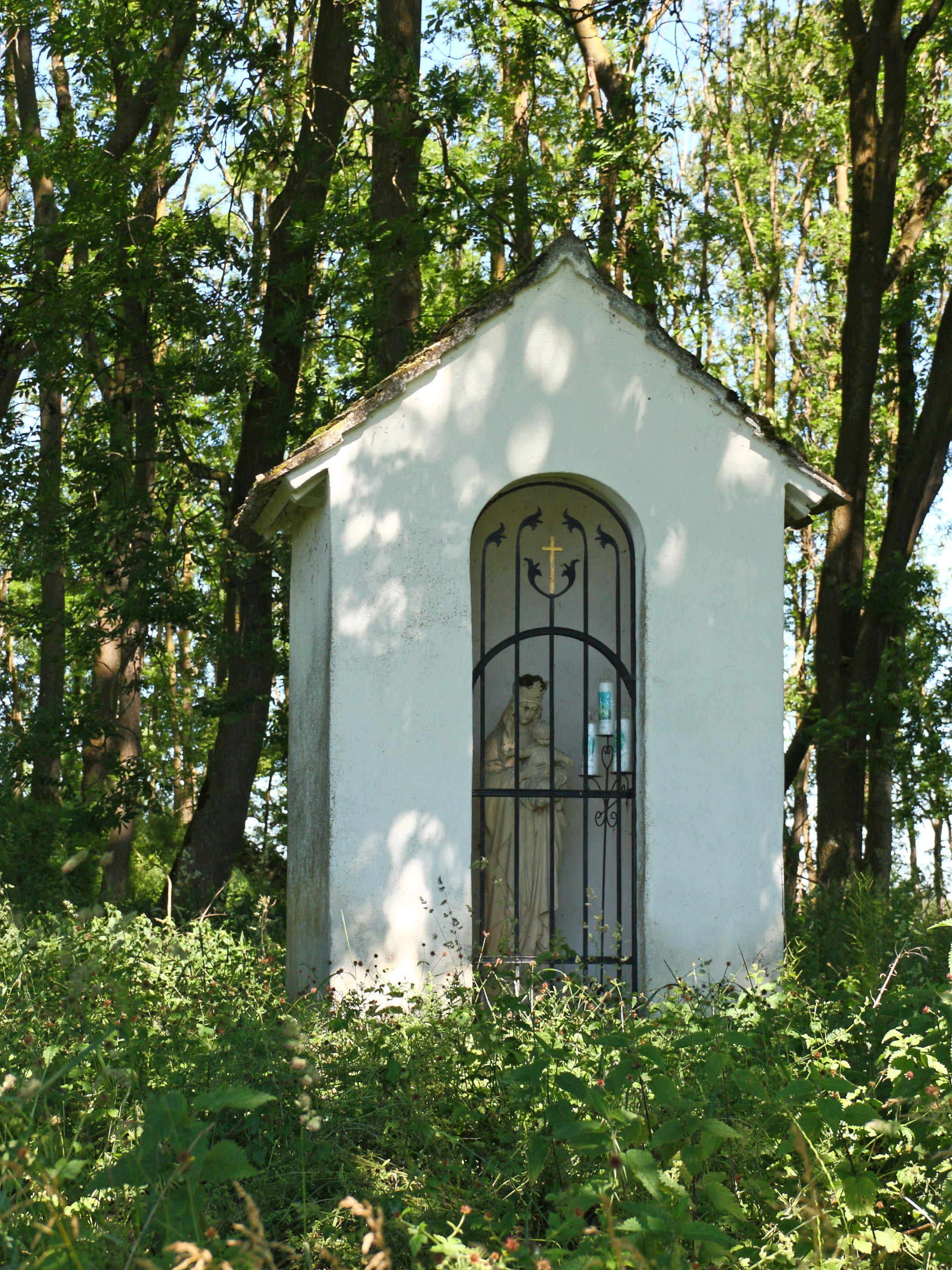
Feldkapelle beim Sennhof

Sennhof ist ein Ortsteil der oberschwäbischen Gemeinde Heimertingen im Landkreis Unterallgäu in Bayern.

## Geographie
Der Weiler liegt etwa eineinhalb Kilometer südwestlich des Hauptorts und ist durch die Bundesstraße 300 mit diesem verbunden. Südlich des Weilers liegt erhöht der ehemalige Burgstall Heimertingen, nördlich verläuft die Bundesstraße 312, im Osten fließt die Iller. Im Westen wird der Weiler durch den Plätzer Bach begrenzt. Bei seiner Gründung war der Ort Eigentum des Fürststiftes Kempten. Später gelangte er in den Besitz Memminger Patrizier. Die Fugger konnten den Ort 1589 erwerben. Seit dem Reichsdeputationshauptschluss 1803 gehört der Ort zu Heimertingen. Mit der Rheinbundakte kam der Ort 1806 zum Königreich Bayern.

## Ortsname
Der Name des Ortes stammt von einer dort schon 1695 genannten Sennerei.

## Baudenkmal
Die Feldkapelle beim Hof wurde im 19. Jahrhundert errichtet und ist in die amtliche Denkmalliste unter Nummer D-7-78-150-6 eingetragen. 